# Куяба
 Тази статия е за града в Бразилия.  За реката вижте Куяба (река).  
Куяба̀ (на португалски: Cuiabá) е град – община и столица на щата Мато Гросо в Западна Бразилия. Населението му е 542 861 жители (2010 г.) Намира се на 165 метра н.в. Пощенският код му е 78000-000, а телефонния +55 65. Името на града е от индиански произход. Градът разполага с международно летище и университет.

## Известни личности
Родени в Куяба
- Еурику Гаспар Дутра (1883-1974), офицер и политик
- Натанаел Батиста Пимиента (р. 1990), бразилски футболист